# ペット-MR
ペット-MRはイタリアのESAOTE社が販売している動物専用のMRIである。

## 特徴
設置する検査室の壁や天井などのシールド工事の必用がなくシールディングボックスを室内で組み立て、本体をボックス内へ設置し運用するタイプ。総重量は2250kgと人間用MRIに比べて軽量であるため、建物の構造上MRIが導入できない動物病院にも設置できる。ウサギ程のペットから大型犬ほどの大きさの動物を撮影できる